# Seattle Stars
Die Seattle Stars waren ein US-amerikanisches Eishockeyfranchise der Pacific Coast Hockey League aus Seattle, Washington.  

## Geschichte
Die Seattle Stars wurden zur Saison 1944/45 als Franchise der Pacific Coast Hockey League gegründet. In ihrer einzigen Spielzeit belegten sie den dritten Platz der North Division und erreichten in 27 Spielen 25 Punkte. Die Stars standen in direkter Konkurrenz um Zuschauer zu den Seattle Ironmen, die in diesem Jahr den Lester Patrick Cup, den Meistertitel der PCHL, gewannen. Im Anschluss an die Saison 1944/45 stellten die Stars nach nur einem Jahr bereits wieder den Spielbetrieb ein.

## Saisonstatistik
Abkürzungen: GP = Spiele, W = Siege, L = Niederlagen, T = Unentschieden, OTL = Niederlagen nach Overtime SOL = Niederlagen nach Shootout, Pts = Punkte, GF = Erzielte Tore, GA = Gegentore, PIM = Strafminuten
| Saison  | GP | W  | L  | T | OTL | SOL | Pts | GF  | GA  | Platz     | Playoffs |
| 1944/45 | 27 | 12 | 14 | 1 | —   | —   | 25  | 140 | 148 | 3., North |          |